# Judith Bérard
Pour les articles homonymes, voir Bérard.
Judith Bérard est une auteure-compositrice-interprète et actrice canadienne née le 30 septembre 1970 à Montréal, dans la province de Québec au Canada.

## Biographie
Dans le cadre de l’Année internationale de l’enfant en 1979, elle se produit à neuf ans en tant que chanteuse à la télévision québécoise. Elle est par la suite engagée pour différentes publicités télévisées comme chanteuse et actrice. En 1985, elle participe à la chanson caritative québécoise Les Yeux de la faim, pour venir en aide aux enfants de l'Éthiopie,. Durant un an, Judith Bérard étudie l’art dramatique, l’opéra et le piano à Londres à l'âge de dix-sept ans. Revenue au Québec, elle entame une carrière d'actrice dans les séries télévisées Lance et compte dans le rôle de Mélodie et Scoop dans le rôle de Christine Cartier. Elle fait partie de la distribution du film Coyote de Richard Ciupka. Judith Bérard apparaît également dans un épisode de la série E.N.G..
Elle interprète Cristal dans Starmania, l’opéra-rock de Michel Berger et Luc Plamondon de 1993 à 1997. Aux côtés de Michel Pascal, Patsy Gallant, Isabelle Boulay, Bruno Pelletier et Luce Dufault entre autres, elle se produit en France, en Belgique, en Suisse et au Québec. La production obtient un Prix Félix en 1994 et, en 1995, la Victoire du spectacle musical. Judith Bérard est l'une des chanteuses de l'album Starmania, Mogador 94. Cet album obtient un disque de platine et se vend 500 000 exemplaires. De ce disque est extrait le single Quand on n'a plus rien à perdre en duo avec Bruno Pelletier. Il se classe à la 73e place des charts français. Dans la version française du dessin animé de 1995 Pocahontas, il était prévu qu'elle soit la voix chantée de l’héroïne et qu'elle chante le générique L’air du vent, mais a été remplacée par Laura Mayne. Sortis en 1996 et 1997, elle pose sa voix sur les disques Les plus belles chansons françaises parus aux Éditions Atlas. En 1997, elle incarne Jeanne d'Arc à la Place des Arts. Elle est la tête d'affiche de la comédie musicale Jeanne la pucelle de Vincent de Tourdonnet et Peter Sipos interprétée en anglais et en français de février à mars 1997. L'album Jeanne la pucelle est distribué en 1997. Elle signe un contrat dans le but d'enregistrer un album chez BMG Entertainment. En 1998, elle est une nouvelle fois la voix de la jeune femme indienne dans Pocahontas 2. L'année suivante, la musique de film est éditée chez Walt Disney Records, Judith Bérard y chante Au seuil de mon avenir et Bienvenue à Londres.
Elle prépare son album studio Ailleurs pour lequel elle est auteure-compositrice-interprète et qui comprend la participation de Jean-Paul Dréau, Véronique Rivière et Richard Cocciante. L'album paraît au Québec en septembre 1999 et en Europe en octobre 2000, elle y est rééditée le 15 mai 2001. Les titres I miss U so et Si j’étais sont entendues fréquemment sur les radios québécoises, puis en Europe. Ils se placent respectivement no 32 en France et no 18 (tip) en Belgique et no 28 en France. Elle fait alors la première partie des concerts de Patrick Bruel. Ailleurs se classe à la 52e position des classements français.
Judith Bérard joue en 2002 dans la comédie musicale Cindy de Luc Plamondon et Romano Musumarra,. Sorti le 25 février 2002, l'album de celle-ci se classe no 24 en France et no 17 en Belgique francophone,. Luc Plamondon, producteur du spectacle, reconnaîtra que cette comédie musicale est un échec commercial, malgré un disque d'or pour l'album avec plus de 200 000 exemplaires vendus. Un DVD et une cassette vidéo sont également édités. En 2003, elle collabore avec Romano Musumarra sur l'album Ti Adoro de Luciano Pavarotti. Avec Romano Musumarra ou Véronique Rivière entre autres, elle se met à l'écriture de son deuxième album solo nommé Itinéraire qui sort en 2005. Elle coécrit avec les frères Grand (Sylvain et Dominique) la chanson Mon Pays interprétée par Mélanie Renaud. En 2006, elle fait partie des chœurs de Vittorio Grigolo sur son disque In the Hands of Love,. En 2008, elle est coproductrice et choriste sur l'album Seasons du groupe Divas,.
En 2010, Judith Bérard compose la chanson Shall be done. Interprétée par Sarah Brightman, elle est le premier clip tourné en 3D. La même année, la chanteuse apparaît sur l'album Ensemble pour Haïti. Elle y interprète Le monde est stone avec Martine St-Clair, Marie-Josée Lord, Luce Dufault et Patsy Gallant. Toujours en 2010, Judith Bérard chante la chanson thème du jeu vidéo Prince of Persia : Les Sables oubliés intitulé Sacrifice pour la plate forme de jeu wii. J'aurais voulu être un artiste… pour pouvoir dire pourquoi j'existe, une compilation hommage à Luc Plamondon, parait la même année. Le titre Salaud de la chanteuse y est gravé,. En 2010 et 2011, elle incarne le rôle principal de Francesca dans la version québécoise de la comédie musicale juke-box Je m'voyais déjà de Laurent Ruquier et Alain Sachs,,. Un CD en est extrait. En décembre 2012, elle est l'une des artistes de la tournée Les Stars chantent Noël. La même année sort le titre Matters of the heart dont elle est l'interprète.
En octobre 2013 est édité son troisième album solo. Tant qu'on rêve est un album de reprises de titres extraits de différentes comédies musicales francophones ainsi qu'une chanson inédite, C'était comment avant,. De cet opus, sortent en singles Vivre à en crever et L'Envie d'aimer. Parallèlement sort Les duos d'amour d'Alain Barrière. Celui-ci et l’interprète québécoise forment un duo sur Mon improbable amour.
Depuis 2014, elle s'implique pour le Centre hospitalier universitaire Sainte-Justine,. Entre autres, elle se produit lors du spectacle Chœur à cœur pour Sainte-Justine tout comme Gregory Charles, Céline Dion et Suzie Villeneuve. Dans le cadre de la campagne Chanter pour Sainte-Justine avec Céline Dion, Judith Bérard dirige une des chorales participant au concours, la chorale L.S.R. and friends,.  Elle pose sa voix sur la chanson lounge Emma à Paris en 2016.

## Vie privée
Elle rencontre grâce à Cindy le compositeur italien Romano Musumarra qu'elle épouse en 2006 en Italie. Ils divorceront en 2017.